# Quinestradolo
Il quinestradolo (conosciuto anche con il nome di quinestradol o Quinestradiol) è il 3-ciclopentil etere dell'estriolo ed è quindi un estrogeno di sintesi, utilizzato nella Terapia ormonale sostitutiva.

## Proprietà farmacologiche
Rispetto ad altri estrogeni il farmaco presenterebbe un potenziamento per il trofismo per il tratto vulvo-vagino-cervicale dell'apparato genitale femminile. Il quinestradolo stimola la secrezione cervicale e promuove la proliferazione dell'epitelio vaginale.

## Usi clinici
Il quinestradolo viene impiegato per trattare i sintomi vulvo-vaginali in menopausa e post-menopausa, pertanto dovuti a carenza estrogenica. Il farmaco viene anche utilizzato per prevenire e tenere sotto controllo l'osteoporosi post menopausale. Un'ulteriore indicazione è rappresentata dall'infiammazione della regione trigono vescicale della vescica urinaria (cistotrigonite) più frequente nella post menopausa.

## Effetti collaterali ed indesiderati
In corso di trattamento in alcuni soggetti può verificarsi senso di tensione mammaria, sanguinamento vaginali, ritenzione idrica e salina, iperplasia dell'endometrio. Si deve inoltre ricordare che in caso di una terapia prolungata con estrogeni può aumentare il rischio di iperplasia e carcinoma dell'endometrio.

## Controindicazioni
Il quinestradolo è controindicato nei soggetti affetti da carcinoma mammario o altre neoplasie estrogeno dipendenti. La somministrazione deve essere evitata anche nei pazienti con storia di endometriosi, grave insufficienza epatica, emicrania, sindrome tromboflebitica, ipertensione arteriosa, diabete mellito, epilessia. Il farmaco è controindicato anche in caso di gravidanza.

## Dosi terapeutiche
Il quinestradolo viene somministrato per via orale alla dose di 1–2 mg al giorno per 5-10 giorni.

## Interazioni
I farmaci caratterizzati da un effetto di induzione enzimatica nel fegato, ad esempio barbiturici, idantoina, carbamazepina, meprobamato, fenilbutazone, rifampicina ed altri, possono diminuire l'effetto degli estrogeni. L'uso di quinestradolo, così come altri estrogeni, può aumentare il rischio di epatotossicità associata alla terapia con dantrolene.